# Rio Cărbunăria
O Rio Cărbunăria é um rio da Romênia, afluente do Vasluieţ, localizado no distrito de Iaşi.